# Brama Szczebrzeska w Zamościu
Brama Szczebrzeska w Zamościu – jedna z dawnych bram na Starym Mieście w Zamościu, jednocześnie element zamojskiej twierdzy.

## Historia
Dawna Brama Szczebrzeska (zwana także Floriańską) powstała na początku XVII wieku, kiedy rozbudowywano Zamość, jako jedna z trzech ówczesnych bram, położona przy południowej linii murów miasta, przy drodze w kierunku zachodnim (obecnie przy ul. Szczebrzeskiej). Przebudowy tej manierystycznej bramy z attykami dokonano w II poł. XVIII wieku, ozdobiono ją wówczas attykami w stylu rokoko oraz rzeźbami, m.in. św. Floriana (zniszczona w czasie II wojny światowej) i św. Michała Archanioła, jaka obecnie znajduje się przy jednej z ulic Nowego Miasta (na osiedlu Świętego Piątka).
Kolejne zmiany przeprowadzono w okresie zaborów, w I poł. XIX wieku, kiedy zmieniono jej wygląd na styl klasycystyczny, jaki pozostał do dziś.
Nie był to wówczas jedyny obiekt, jaki przebudowywano i pozbawiano pierwotnego, bogatszego wyglądu, podczas rozbudowy twierdzy. Przejazd przez tę bramę był możliwy do roku 1866, kiedy został zamurowany; nie wybudowano już  nowej bramy Szczebrzeskiej tak, jak w przypadku nowych bram Lubelskiej i Lwowskiej, jakie powstały w latach 20. XIX stulecia. W tym okresie mieściło się tu dodatkowo więzienie, w którym w niewoli przebywał Walerian Łukasiński (przez ponad rok również w innej celi, przy nadszańcu bastionu VII, obok starej Bramy Lwowskiej).
W okresie międzywojennym znajdował się tu hotel "Sejmikowy". Do lat 90. mieścił się tu komisariat policji, później, przez pewien okres budynek był nieużywany. W latach 2007–2009 przeprowadzano jego gruntowny remont (podobnie inne fragmenty dawnych umocnień miasta) w ramach projektu o nazwie "Konserwacja, renowacja i adaptacja na cele kultury zespołów fortyfikacji Starego Miasta w Zamościu" nadający mu obecny wygląd. Od 2012 r. na tereny zielone na południe od bramy prowadzi drewniana kładka, powstała jako część innego projektu.

## Obecnie
Po wspomnianych pracach remontowych umożliwiono przejście przez bramę. Mieszczą się tu m.in. biuro Podstrefy Ekonomicznej Zamość oraz muzyczny Jazz Klub "Kosz".

## Galeria

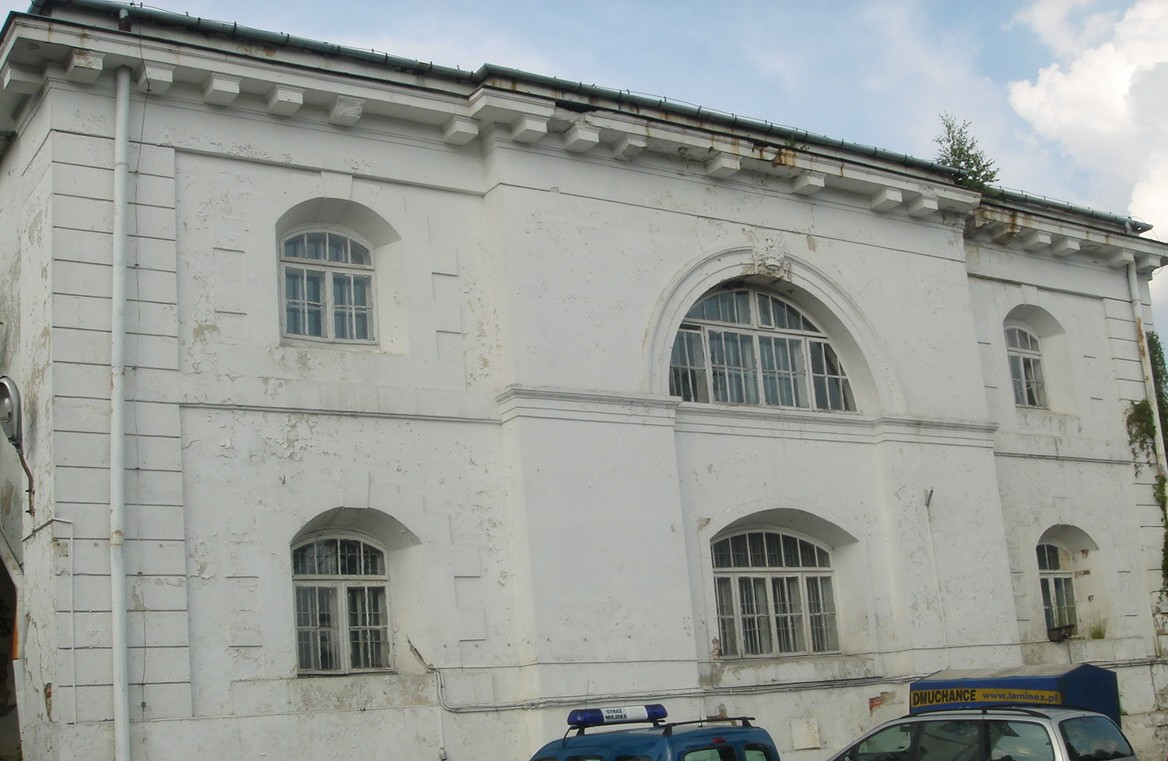
Dawna Brama Szczebrzeska (widok od południa przed rozpoczęciem prac remontowych w 2007 r.)
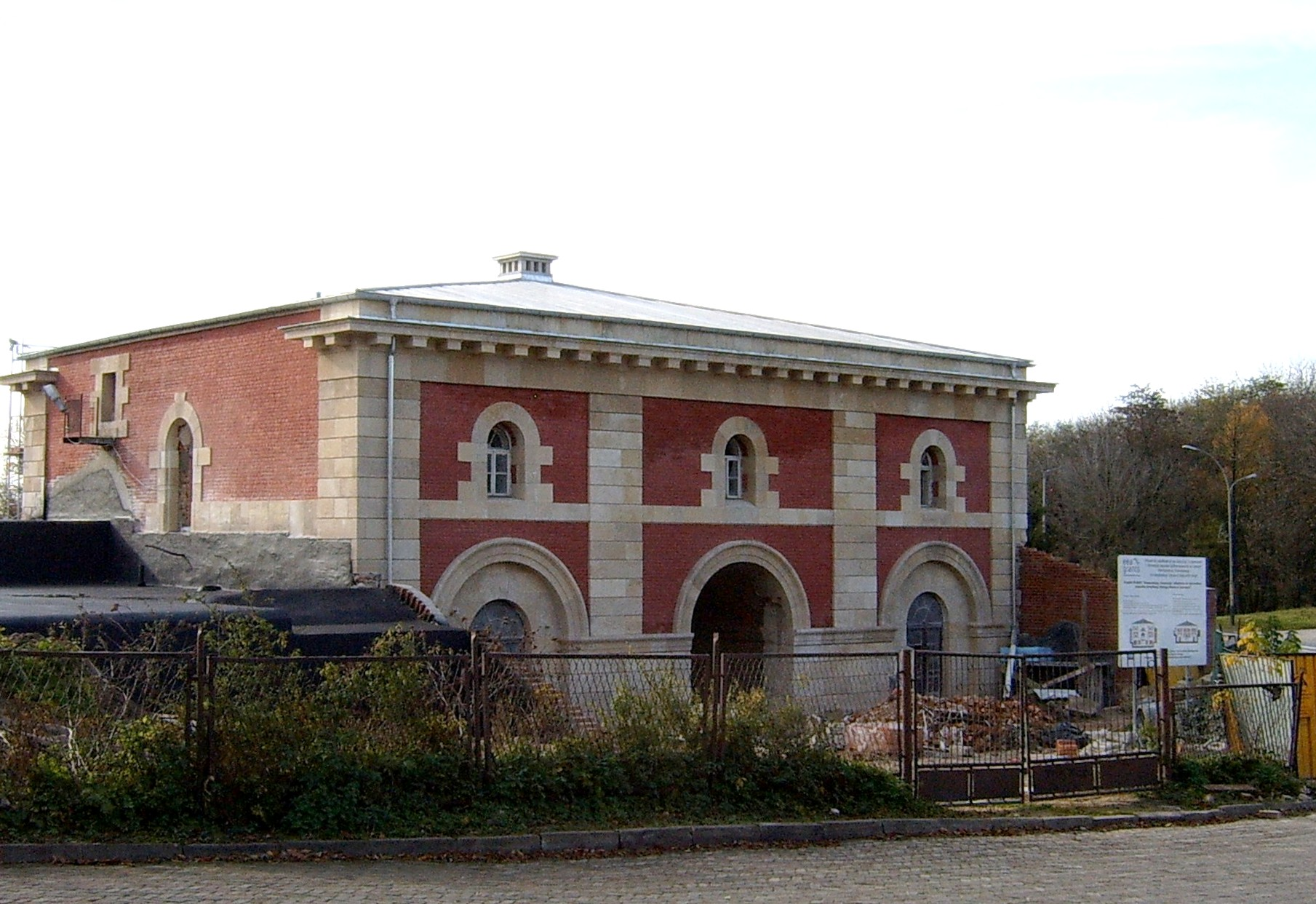
Brama podczas remontu zespołów fortyfikacji Starego Miasta (widok od północy)
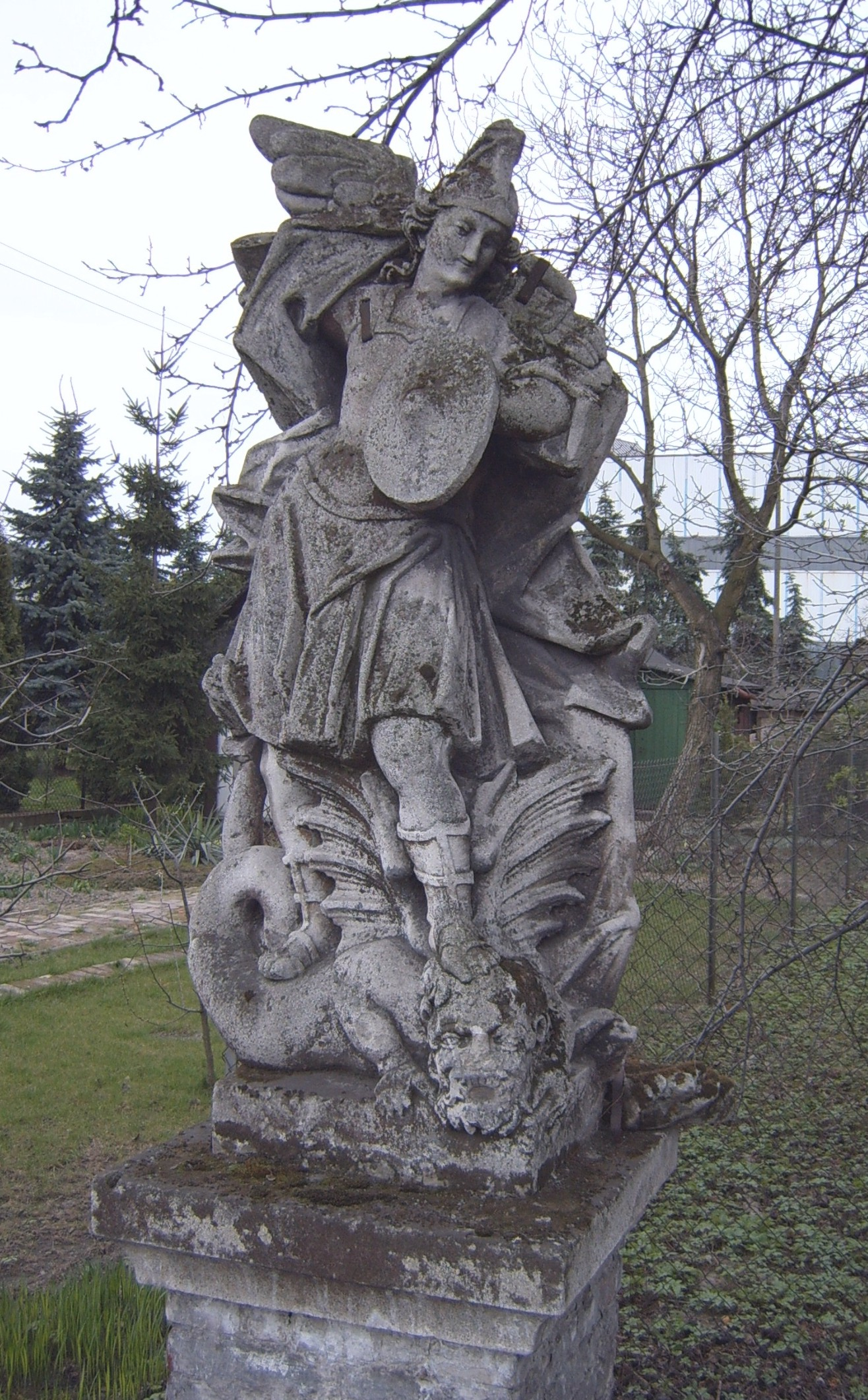
Figura św. Michała Archanioła